# McDonald Chapel
McDonald Chapel statisztikai település az USA Alabama államában, Jefferson megyében. Lakosainak száma 739 fő (2020. április 1.).

## Népesség
A település népességének változása:

| 2010 | 717 |
| 2020 | 739 |